# قناة سرية
القناة السرية في أمن الحاسوب، هو نوع من الهجوم على أمن الحاسوب الذي يعطى المهاجم القدرة على نقل المعلومات السرية المحمية طبقا لسياسة أمن المعلومات.
وتسمى قناة سرية لأنها مخفية عن آليات نظم التشغيل الخاصة بمراقبة الدخول. غير أنه يمكن الكشف عنها بواسطة أدوات وأنظمة رصد خاصة.